# Hey Mr. DJ (Won’t You Play Another Love Song)
«Hey Mr. DJ (Won’t You Play Another Love Song)» — песня, спетая дуэтом шведскими артистами Пером Гессле и Хеленой Юсефссон. Песня написана Гессле и является вторым синглом с его альбома «Son of a Plumber».
Изначально сообщалось, что сингл с ремиксами будет выпущен только для радиостанций и только в формате промосингла. Это решение позже было пересмотрено, после многочисленных положительных отзывов поклонников певца на его официальном сайте.

## Список композиций
Шведский CD-сингл

(0946 3542742 4; 1 февраля 2006)
1. «Hey Mr. DJ (Won’t You Play Another Love Song)»
2. «Plumber in Progress #1»

Шведский промо CD-сингл с ремиксами

(CDPRO 4389; 13 февраля 2006 на радиостанции)
1. «Hey Mr. DJ (Won’t You Play Another Love Song)» (Оригинальная версия)
2. «Hey Mr. DJ (Won’t You Play Another Love Song)» (Love-for-sale remix)
3. «Hey Mr. DJ (Won’t You Play Another Love Song)» (Jimmy Monell treatment)

Шведский CD-сингл с ремиксами

(0946 3591432 0; 1 марта 2006)
1. «Hey Mr. DJ (Won’t You Play Another Love Song)» (Оригинальная версия)
2. «Hey Mr. DJ (Won’t You Play Another Love Song)» (Love-for-sale remix)
3. «Hey Mr. DJ (Won’t You Play Another Love Song)» (Jimmy Monell treatment)

## Чарты
| Chart (2006)      | Пиковая позиция |
| ----------------- | --------------- |
| Sverigetopplistan | 23              |